# Quinto Marcio Turbón
Quinto Marcio Turbón  fue un militar romano de los tiempos de los emperadores Trajano y Adriano. Desarrolló una larga carrera ecuestre, llegando hasta la prefectura del pretorio bajo Adriano. Fue amigo cercano y asesor militar de Adriano.

## Primeros años
No se sabe nada de los primeros años de Turbón. Hay pocos documentos o referencias que proporcionen información fidedigna en relación con su vida antes de convertirse en soldado. No obstante, se sabe que venía de una ciudad de Grecia llamada Epidauro, que era un lugar bien conocido por sus templos religiosos y centros curativos. El primer documento sustancial sobre Turbón aparece en el año 113, cuando destacó en el ejército romano. Por lo tanto, puede decirse con cierta seguridad que nació en algún momento a finales del siglo I.

## Carrera
Turbón disfrutó de una carrera variada e ilustre como miembro del ejército romano. El primer documento sobre él aparece en el año 114, durante el reinado del emperador Trajano. En esta época, era el comandante de la Classis Misenensis, conocida como la flota de Miseno. Formada por el emperador Augusto en el año 27 a. C., la flota de Miseno era el equivalente naval de la Guardia Pretoriana con base terrestre. Turbón siguió las huellas del famoso Plinio el Viejo, quien previamente había sido el comandante de esta flota. Bajo su mando, la flota navegó hacia Oriente para ayudar en la lucha contra el Imperio parto en algún momento entre los años 113 y el 116. Esta aventura militar era parte del objetivo de Trajano de destruir finalmente la amenaza parta. 
Aproximadamente por la misma época, amplias porciones de la población judía del Imperio empezaron a rebelarse en un intento de arrojar a sus señores romanos. Esta era la segunda revuelta judía, siendo la primera la de los años 66-73. Esta revuelta, que duró desde el año 115 hasta 117, se extendió hasta ser una situación que amenazó seriamente al Imperio; fue la llamada guerra de Kitos. Debido a lo serio de esta amenaza, Trajano envió a Marcio Turbón, uno de sus mejores militares y más cercanos confidentes, a Egipto para manejar la situación. Dejó la flota de Miseno y con nuevas tropas, enviadas por Trajano, restableció el control sobre Egipto y Chipre. Turbón se convirtió en el prefecto militar de Egipto, durante varios años mientras la provincia pasó por un proceso de rehabilitación.[cita requerida]
En el año 117 murió Trajano y le sucedió Adriano, de quien se hizo amigo Turbón desde el principio. Fue consejero y confidente de Adriano, a quien acompañó a la Mauritania, en el norte de África, donde conjuntamente lideraron una campaña militar contra los rebeldes locales. Adriano se marchó para tratar otros asuntos del Imperio, principalmente la amenaza de Partia, y dejó a Turbón como director de la campaña. Como otro ejemplo de cuánto confiaba Adriano en Turbón, le puso a cargo de dos provincias en el norte de África, la Mauritania Cesariense y la Mauritania Tingitana. Después de desempeñar el cargo de gobernador, Turbón, a petición de Adriano, aceptó el control del mando danubiano, parte de la presencia militar romana en la zona oriental del Imperio cerca del río Danubio. Estuvo a cargo del mando danubiano hasta el año 123. Justo tras este nombramiento, estalló la inquietud en la provincia romana de Dacia, un lugar rico en oro y otros metales preciosos, y por lo tanto muy importante para Adriano, quien necesitaba tener acceso a sus vastas riquezas para mantener en funcionamiento el Imperio. Inmediatamente envió a Turbón a Dacia y consiguió detener cualquier rebelión que se materializara. Adriano, colaborando con Turbón, dividió Dacia en dos regiones con la esperanza de hacer la provincia más manejable y menos rebelde. Estas dos nuevas provincias fueron llamadas Dacia Superior y Dacia Inferior.
Después de cumplir con su cargo en el Danubio, Turbón marchó a Roma. Adriano, famoso por sus numerosos viajes, se dio cuenta de que necesitaba un representante en quien pudiera confiar en Roma, de manera que pudiera continuar sus amplios viajes en el Imperio. Durante sus viajes, Adriano sabía que estaba la siempre presente amenaza de ser usurpado o derrocado por un ambicioso político o general, pero Adriano sabía que podía confiar en Turbón para que le representara sincera y honestamente en Roma, debido a su cercana relación y por el influyente dominio en la política y la milicia. En el año 125, Adriano elevó a Turbón a la posición de prefecto del pretorio, el jefe de la Guardia Pretoriana. Esta era una posición inmensamente prestigiosa con enormes responsabilidades. Por ejemplo, Turbón tenía que mantener al emperador sano y salvo de cualquier amenaza mientras mantenía la seguridad y la paz en la tierra interior de Roma, Italia. Era uno de los más altos puestos en todo el gobierno romano y era un gran honor para Turbón. Conservó este título hasta el año 134. Es en este momento cuando Turbón parece desaparecer y no se encuentran más documentos sobre él. Es posible que Turbón, junto con muchos otros, cayera en desgracia con Adriano más tarde en su reinado. Sin embargo, también es posible que muriera de causas naturales, porque no hay evidencia de juego sucio.

## Legado
Sin duda Turbón tuvo una ilustre carrera, que era más notable debido a que era griego y no itálico. Hasta entonces, los altos cargos del gobierno romano seguían reservados para hombres de nobles y aristocráticas familias de ascendencia romana. Sin embargo, la vida de Turbón muestra que la tendencia general en el Imperio iba hacia una sociedad igualitaria, donde el conocimiento de cada uno, sus habilidades y logros fueran tan importantes como la familia y los antepasados. Más aún, Turbón acumuló muchos logros durante su vida en las esferas militar y política. En conjunto, Turbón contribuyó a la paz, la prosperidad y la fuerza del Imperio romano.

## Pasadas interpretaciones históricas
En tiempos romanos, Turbón fue respetado y admirado. Por ejemplo, el historiador Dión Casio lo describió como «leal, diligente y vigilante». Sin embargo, Turbón no ha sido el foco de historiadores contemporáneos, que estudian generalmente y se centran en la vida de emperadores y otras luminarias, cuando de hecho, los que facilitaron el éxito de emperadores y del propio Imperio son usualmente ignorados. Esto parece haber sido el caso de Marcio Turbón, quien no ha sido investigado en profundidad y sus contribuciones al Imperio romano no han sido totalmente apreciadas.